# Hoplodactylus chrysosireticus
Hoplodactylus chrysosireticus је гмизавац из реда Squamata и фамилије Gekkonidae.

## Угроженост
Ова врста није угрожена, и наведена је као последња брига јер има широко распрострањење.

## Распрострањење
Ареал врсте је ограничен на једну државу. 
Нови Зеланд је једино познато природно станиште врсте.